# Hanni Reinwald
Hanni Reinwald (* 24. August 1903 in Stuttgart; † 1978 in München) war eine deutsche Schauspielerin.

## Leben
Die Schwester von Grete Reinwald und Otto Reinwald, die beide ebenfalls Schauspieler wurden, stand bereits als Kleinkind auf der Bühne und diente zusammen mit ihrer Schwester als Postkartenmotiv. Im Alter von neun Jahren wurde sie auch für den Film entdeckt und war in der Zeit vor dem Ersten Weltkrieg eine bedeutende Kinderdarstellerin in deutschen Stummfilmen. Während des Krieges stand sie in Dänemark bei den Dreharbeiten zu der Produktion Proletardrengen (1916) vor der Kamera.
Nach Kriegsende war sie wieder im deutschen Film zu sehen, meist als Nebendarstellerin. Ihre letzte Rolle spielte sie 1929 in Rosen blühen auf dem Heidegrab, danach zog sie sich in das Privatleben zurück.

## Filmografie (Auswahl)
- 1913: Der Film von der Königin Luise
- 1913: Der Feind im Land
- 1913: Bismarck
- 1913: Ein Sommernachtstraum in unserer Zeit
- 1913: Der wankende Glaube
- 1914: Ein Kindesherz
- 1916: Proletardrengen
- 1919: Die Rache ist mein
- 1920: Mascotte
- 1921: Verrat auf Schloß Treuenfels
- 1921: Der Silberkönig (4 Teile)
- 1921: Der Bagnosträfling
- 1922: Gaukler der Straße
- 1923: Das Milliardensouper
- 1924: Der Sturz ins Glück
- 1924/26: Der krasse Fuchs
- 1925: Frauen, die man oft nicht grüßt
- 1925: Das Fräulein vom Spittelmarkt
- 1925: Heiratsannoncen
- 1926: Der Hauptmann von Köpenick
- 1926: Die Flucht in den Zirkus
- 1926: Das süße Mädel
- 1926: Spitzen
- 1927: Einer gegen alle
- 1927: Sünde am Weibe
- 1927: Das rosa Pantöffelchen
- 1927: Die Welt ohne Waffen
- 1928: Die Heilige und ihr Narr
- 1929: Verirrte Jugend
- 1929: Die Frau im Talar
- 1929: Rosen blühen auf dem Heidegrab